# Shannonomyia (Shannonomyia) jaffueli
Shannonomyia (Shannonomyia) jaffueli is een tweevleugelige uit de familie steltmuggen (Limoniidae). De soort komt voor in het Neotropisch gebied.